# Кремер, Иоганн Пауль
Иоганн Пауль Кремер (нем. Johann Paul Kremer; 26 декабря 1883, Штельберг близ Кёльна, Германская империя, — 8 января 1965, Мюнстер, ФРГ) — немецкий хирург, профессор анатомии Вестфальского университета имени Вильгельма, врач концлагеря Освенцим.

## Биография

### Детство, юность и карьера в высшей школе
Родился в семье мельника. Первоначально посещал штельбергскую народную школу, затем высшую городскую школу, а позднее прогимназию в Випперфюрте. В 1909 году в Трире экстерном сдал экзамен на аттестат зрелости, после чего изучал в Гейдельберге, Страсбурге и Берлине биологию, математику и философию. Получив в 1914 году степень доктора философии, начал изучение медицины, и в 1918 году сдал медицинский государственный экзамен. После этого получил докторскую степень и в области медицины. В последующие годы работал младшим ординатором и заведующим отделением клиники Шарите.
В 1920 году женился, но через несколько месяцев расстался с женой (однако официальный развод смог получить только в сентябре 1942 года).
Затем работал хирургом и анатомом в Бонне, а с 1927 года в Институте анатомии Вестфальского университета имени Вильгельма в Мюнстере, где в 1929 году прошёл хабилитацию. В 1936 году стал экстраординарным профессором анатомии, а также генетики человека. До 1945 года читал лекции по генетике, спортивной медицине, рентгенологии и анатомии.

### Работа врачом в Освенциме
30 июля 1932 года вступил в НСДАП (членский билет № 1265405), а в 1934 году — в СС (личный номер 262703).
19 июня 1941 года был принят в войска СС, получив звание гауптшарфюрера. 9 ноября был повышен до унтерштурмфюрера.
8 августа 1942 года до конца каникул между двумя семестрами был направлен в лазарет СС в Праге. 29 августа был откомандирован в концлагерь Освенцим, поскольку там из-за болезни не было одного врача, и прибыл туда на следующий день. Кремер оставался там до 18 ноября, но при этом не входил в состав основного лагерного персонала и привлекался к работе по мере надобности. За это время он присутствовал при проведении смертных казней, после которых должен был констатировать смерть заключённых. Также он присутствовал при пятнадцати так называемых «специальных акциях» (во время которых заключённые умерщвлялись газом), где обязанностью Кремера было оказание медицинской помощи эсэсовцам при возможном отравлении.
Помимо этого он замещал лагерного врача Фридриха Энтресса на «врачебных сеансах», как назывались регулярные отборы заключённых, находившихся в лазарете Освенцима. Больные, нетрудоспособные заключённые отсортировывались и умерщвлялись санитарным персоналом путём инъекции фенола в сердце.
Для изучения изменений в человеческом организме вследствие голода (в особенности бурой атрофии) Кремер получил разрешение вскрывать трупы заключённых и отбирать препараты печени, селезёнки и поджелудочной железы.
30 января 1943 года стал оберштурмфюрером СС запаса.

### Жизнь после войны
В августе 1945 года Кремер был арестован англичанами и интернирован на территории бывшего концентрационного лагеря Нойенгамме. Через некоторое время Кремер был передан польским властям и стал одним из обвиняемых на Краковском Освенцимском процессе. 22 декабря 1947 года польский Верховный национальный трибунал приговорил его к смертной казни.
Кремера должны были казнить в январе 1948 года, но в связи с преклонным возрастом смертная казнь была заменена ему на пожизненное лишение свободы. В январе 1958 года он был помилован за примерное поведение и депортирован в ФРГ. По случаю его возвращения в Вестфальском университете имени Вильгельма был устроен торжественный приём.
Тем не менее, вскоре палата присяжных мюнстерского суда второй инстанции предъявила Кремеру обвинение в убийствах. 29 ноября 1960 года за пособничество в двух убийствах он был приговорён по совокупности к 10 годам каторжной тюрьмы. Однако Кремеру было зачтено в срок наказания время, проведённое в польском заключении, в связи с чем он был освобождён.
После вынесения приговора Вестфальский университет имени Вильгельма лишил Кремера докторской степени.
4 июня 1964 года Кремер выступил на первом Освенцимском процессе во Франкфурте-на-Майне как свидетель. 8 января следующего года он скончался в Мюнстере.

## Дневник Кремера
В 1940—1945 годах Кремер вёл дневник, обнаруженный при обыске его дома в 1945 году. Впоследствии записи, сделанные в нём во время службы в Освенциме, выступали в качестве доказательства на многочисленных процессах и очень часто цитировались (в частности, Кремер упомянул о пятнадцати «отборах» и «специальных акциях»). Дневник примечателен соседством обыденного с невообразимым.
Выдержки:

17 сентября 1942.

Заказал в Берлине в одежной кассе универсальный плащ, дал следующие мерки: до талии 48, длина 133, половина спинки 22, длина до локтя 51, длина рукава 81, окружность в груди 107, талия 100, в бёдрах 124. К заказу приложил ордер на форменный защитный плащ. Вместе с д-ром Мейером был сегодня в женском лагере.
20 сентября 1942.

Сегодня в воскресенье, с 3 до 6 часов слушал концерт капеллы заключённых, была великолепная солнечная погода. Капельмейстер — дирижёр варшавской государственной оперы. 80 музыкантов. На обед была свинина, вечером жареный линь.
…
17 октября 1942.

Присутствовал при наказании и 11-ти казнях. Взял препараты со свежих трупов (печень, селезёнка, поджелудочная железа) после укола полокарпина. Поехал с Виртсом в Миколув, до этого он сказал, что мне придётся остаться дольше.
18 октября 1942.

Сегодня, в воскресенье утром, присутствовал при одиннадцатой специальной операции; холодная, сырая погода (голландцы). Отвратительная сцена с тремя женщинами, умолявшими не убивать их.
19 октября 1942.

Поехал с оберштурмфюрером Виртсом и фрау Гёсс в Катовице, чтобы купить погоны для защитного плаща. Вернулись через Миколув.
24 октября 1942.

6 женщин после бунта в Будах «получили иглу» (Клер).
25 октября 1942.

Сегодня, в воскресенье, в хорошую осеннюю погоду ездил на велосипеде в Буды через Райско. Вильгельми вернулся из своего путешествия по Хорватии (сливовица).
31 октября 1942.

Почти 14 дней стоит чудесная осенняя погода, вызывающая желание принимать солнечные ванны в саду Дома войск СС. Даже ясные ночи довольно теплые. Тило и Мейер в отпуске, и я исполняю обязанности гарнизонного врача. Ввиду необходимости явиться к моим властям в лазарет СС в Праге, подал заявление о предоставлении мне пятидневного отпуска.